# Nueva Ecija
Koordinaten: 15° 36′ N, 121° 0′ O
Nueva Ecija ist eine Provinz der Philippinen in der Region Central Luzon auf der Hauptinsel Luzon.
Der Name Nueva Écija leitet sich von der spanischen Stadt Écija ab, gelegen am Río Genil zwischen den beiden andalusischen Metropolen Córdoba und Sevilla. Die Hauptstadt von Nueva Ecija ist Palayan City. In der 5751,33 km² großen Provinz lebten im Jahre 2015 2.151.461 Menschen. Neben Tagalog (Anteil: 60 %) wird Kapampangan und Ilokano gesprochen.

## Geographie
Die Provinz liegt in der Mitte von Luzon und hat keinen Anschluss zum Meer. Im Südwesten in Grenznähe zu Pampanga ist das Land sumpfig. Weiter Richtung Osten ist es zunächst sehr eben. Danach steigt das Gelände stufenweise bis zur Sierra Madre an, in diesem Gebiet liegt der Aurora-Memorial-Nationalpark und der Minalungao-Nationalpark. Im Norden befindet sich die Cordillera Central und die Caraballo-Berge. Nueva Ecija ist von den Provinzen Pampanga im Südwesten, Tarlac im Westen, Pangasinan im Nordwesten, Nueva Vizcaya im Nordosten, Aurora im Osten, sowie Bulacan im Süden umgeben.

## Städte und Stadtgemeinden
Nueva Ecija ist unterteilt in 5 Städte und 27 Stadtgemeinden, die sich wiederum in 849 Barangays aufteilen:
Städte
| - Cabanatuan City - Gapan City - Science City of Muñoz | - Palayan City - San Jose City |

Stadtgemeinden
| - Aliaga - Bongabon - Cabiao - Carranglan - Cuyapo - Gabaldon - General Mamerto Natividad - General Tinio - Guimba | - Jaén - Laur - Licab - Llanera - Lupao - Nampicuan - Pantabangan - Peñaranda - Quezon | - Rizal - San Antonio - San Isidro - San Leonardo - Santa Rosa - Santo Domingo - Talavera - Talugtug - Zaragoza |

## Wirtschaft
Die wichtigste Einkommensquelle ist die Landwirtschaft. Mais, Auberginen, Zwiebeln und Zuckerrohr werden in großen Mengen produziert. In manchen Gemeinden befinden sich große Mango- oder Bananenplantagen.
In der großen Ebene von Nueva Ecija gibt es außerdem unzählige Reisfelder. Dadurch wird die Provinz zum produktivsten Reiserzeuger des Landes. Auch im Zwiebelanbau ist Nueva Ecija Spitzenreiter in Südostasien. Der Großteil der Zwiebeln stammt aus der Gemeinde Bongabon. Für die Energieversorgung spielt das Wasserkraftwerk am Pantabangan-Stausee eine wichtige Rolle.
Auch Natürliche Ressourcen, wie Kupfer und Mangan wurden in General Tinio, Caranglan und Pantabangan nachgewiesen.

## Bevölkerung
Nueva Ecija wurde im letzten Jahrhundert von Tagalogs und Ilokanos besiedelt, die aus den angrenzenden Provinzen, wie Pangasinan, stammten. Heute wohnen die meisten Ilokanos im Norden der Provinz.
Dort halten sie, wie auch die Tagalogs, an den Traditionen ihres Volkes fest. Dennoch ist die heutige Kultur stark vom christlichen Glauben geprägt.
Vereinzelt finden sich auch kleine Gemeinden in den Caraballo-Bergen oder der Sierra Madre, wo Ilongots, Aetas oder Negritos leben.

## Geschichte
In der Provinz liegt die Archäologische Ausgrabungsstätte Arubo, bei Ausgrabungen konnten Faustkeile aus der Jungsteinzeit geborgen werden die zwischen 16.500 und 6.000 Jahre alt sind. Von 1902 bis 1906 war Epifanio de los Santos als erster gebürtiger Filipino Gouverneur der Provinz.

## Bedeutende Bildungseinrichtungen
- Central Luzon State University
- Polytechnic University of the Philippines